# Wyspa (województwo świętokrzyskie)
Wyspa (dawn. Wygoda Bankowa) – wieś w Polsce położona w województwie świętokrzyskim, w powiecie sandomierskim, w gminie Zawichost.
| SIMC    | Nazwa     | Rodzaj  |
| ------- | --------- | ------- |
| 0811780 | Słomianka | kolonia |

W latach 1975–1998 miejscowość należała administracyjnie do województwa tarnobrzeskiego.